# أوينيخول بوبونازاروفا
أوينيخول بوبونازاروفا (بالإنجليزية: Oinikhol Bobonazarova) هي ناشطة طاجيكستانية أُلقي القبض عليها في عام 1993 وأُدينت بالخيانة بتهمة التآمر للقيام بانقلاب. بعد قضائها عدة أشهر في السجن، أصبحت مستشارة لحقوق الإنسان في المكتب الطاجيكي لمنظمة الأمن والتعاون في أوروبا. عملت بوبونازاروفا أيضًا في الفرع الطاجيكي لمؤسسة المجتمع المفتوح، ثم أصبحت في عام 2013 مسؤولة عن مجموعة حقوق الإنسان «بيرسبيكتيفا بلاس»، التي تعمل من أجل حقوق السجناء والنساء والمهاجرات العماليات في طاجيكستان. كما عملت بوبونازاروفا على إنشاء أول برنامج مستقل لمراقبة السجون في طاجيكستان منذ إغلاق سجونها أمام الرقابة الخارجية في عام 2004. 
وفي عام 2013، أصبحت أول امرأة تحاول الترشح للرئاسة في طاجيكستان، لكن حملتها فشلت في جمع ما يكفي من التواقيع لمواصلة العمل.
حصلت بوبونازاروفا علىجائزة نساء الشجاعة الدولية لعام 2014، وكانت أول امرأة طاجيكية تحصل على تلك الجائزة.